# Chernígovskaya
Chernígovskaya (del ruso: Черниговская), es una stanitsa del raión de Beloréchensk del krai de Krasnodar, en Rusia. Se sitúa en la orilla derecha del río Pshish, afluente del Kubán, 18 km al suroeste de Beloréchensk y 64 km al sureste de Krasnodar, la capital del krai. Tenía 762 habitantes en 2011.
Es cabeza del municipio Chernígovskoye, al que pertenecen asimismo Gurískaya y Molodiozhni.